# Boyzone
Boyzone este o trupă pop irlandeză ce a avut un mare succes în anii 1990. Au avut succes în special în Irlanda, Australia, Asia și Regatul Unit și au avut diferite niveluri de succes în Europa Centrală. Trupa a lansat șase melodii numărul unu în Regatul Unit și patru albume numărul unu, cu vânzări de aproximativ 20 de milioane de discuri până în 2008. Au revenit în 2007 cu intenția de a face doar un turneu dar Ronan Keating a confirmat într-un interviu că doresc să învingă trupa Take That și să scoată un album.
Boyzone a fost înființată în 1993 de către Louis Walsh, cunoscut ca manager al lui Johnny Logan și al trupei Westlife. Înainte de a lansa un album, au făcut o celebră apariție live la emisiunea RTÉ, The Late Late Show. Primul lor album, Said and Done, a fost lansat în 1995 iar următoarele două albume de studio au fost lansate în 1996 și 1998. Au fost lansate șapte albume compilații, cel mai recent fiind B-Sides & Rarities, lansat în 2008.

## Istorie

### Formarea
Boyzone s-a format în 1993 în urma unui anunț postat pentru înființarea unei noi trupe pop vocale: "versiunea irlandeză a trupei Take That". Unul din cei care a participat la audiții a fost Colin Farrell. În jur de 300 de cântăreți au fost audiați, șapte fiind aleși. La doar o zi de la formare, și-au făcut apariția la emisiunea The Late Late Show.

### Lovitura
Deoarece câțiva membri au părăsit trupa iar alții au fost adăugați, a trecut ceva timp până când Boyzone s-a consolidat în formula actuală: Ronan Keating, Stephen Gately, Mikey Graham, Keith Duffy și Shane Lynch. David McKeever, unul din membrii originali, a părăsit trupa din cauza diferențelor muzicale dintre el și Ronan Keating. Au avut spectacole în 1993 și la începutul anului 1994 în toată Irlanda de Nord, în special în cluburi și baruri, înainte de a semna contractul cu Polygram în 1994. Au lansat o interpretare a melodiei lui Four Seasons, Working My Way Back to You, cu Graham și Gately ca soliști vocali. A ocupat locul 3 în topurile irlandeze.
A doua lor interpretare, melodia lui Osmonds Love Me For A Reason a ajuns și în topurile britanice, ocupând locul 2. Melodia a fost inclusă și pe albumul lor de debut, Said and Done. Albumul a atins locul 1 atât în Irlanda cât și în Regatul Unit. 

### A Different Beat
Al doilea album al trupei, A Different Beat, a fost lansat în 1996 și a conținut prima lor melodie numărul 1 din Regatul Unit: interpretarea melodiei lui Bee Gees, Words. Albumul conținea și celelalte hituri, A Different Beat și Isn't It A Wonder. Ronan Keating - care a devenit deja liderul trupei - a câștigat premiul Ivor Novello pentru compunerea melodiei Picture of You.

### Where We Belong
Al treilea album de studio, Where We Belong, a fost lansat în 1998 și cuprindea abilitățile compoziționale ale trupei. Conținea hiturile All That I Need (care a stat timp de șase săptămâni în MTV Asia Charts), Baby Can I Hold You (o interpretare a melodiei lui Tracy Chapman) și No Matter What. Compusă original pentru muzicalul lui Andrew Lloyd Webber, Whistle Down The Wind, No Matter What este cel mai bine vândut single al trupei și a fost votată Melodia Anului în 1998. Din vreme ce melodia a fost înregistrată și de Meat Loaf, trupa a cântat alături de el în concertul său din Dublin din 1998.

### Greatest
În 1999, compilația lor greatest hits - By Request - a fost lansată și urmată de un alt turneu. În acest moment, Stephen Gately a declarat că este homosexual și că este îndrăgostit de fostul membru Caught in the Act, Eloy de Jong. Tot în timpul acestui turneu, Ronan Keating a lansat primul său single solo, When You Say Nothing At All, o melodie a lui Alison Krauss pe care el a înregistrat-o pentru filmul Notting Hill. După șase ani petrecuți împreună și tensiuni tot mai puternice, membrii trupei au decis să puna capăt trupei Boyzone și să înceapă cariere solo.

### Ultima apariție
Trupa a cântat pentru ultima dată împreună în ianuarie 2000. De la formarea trupei au vândut aproximativ 10 milioane de discuri. Toate cele 16 single-uri lansate de trupă au ajuns în Top 5 în Regatul Unit și a fost prima trupă irlandeză care să aibă patru melodii numărul unu în topurile britanice. Turneul lor irlandez din 1998 a învins toate recordurile la vânzări când 35.000 de bilete au fost vândute în patru ore. În momentul lor de glorie, Boyzone era una dintre cele mai bine vândute trupe.

### 10 octombrie 2009 , Stephen Gately trece in nefiinta
Pe 10 octombrie 2009, Stephen Gately moare la vârsta de 33 de ani, fiind in vacanță in insula Majorca (Mallorca)impreună cu partenerul său de viața Andrew Cowles.

## 2000 și dincolo
Boyzone a deschis ușile pentru trupa Westlife. De la destrămarea trupei în 2000, Ronan Keating a început o carieră solo și a lansat cinci albume, cu nenumărate hituri, cum ar fi When You Say Nothing At All și If Tomorrow Never Comes. Stephen Gately a lansat un album solo cu succes mai modest și desfășoară în prezent o carieră de actor, în special în muzicalurile West End. Mikey Graham a început și el o carieră solo și lucrează în prezent ca producător muzical. Keith Duffy a apărut în telenovela britanică Coronation Street și în numeroase piese de teatru din Irlanda și Țara Galilor. Shane Lynch a apărut recent la câteva emisiuni reality TV, cum ar fi Celebrity Love Island, Dream Team și The Games.

### Reuniunea
La șapte ani de la destrămarea din 2000, membrii trupei au avut succese mixte în carierele lor solo. Keating a rămas o forță în industria muzicală și a continuat să compună muzică și să fie managerul altor trupe. Gately și-a continuat cariera de actor, la fel și Duffy.
În 2003 au început să circule zvonuri despre o reuniune a trupei Boyzone. După succesul înregistrat de reuniunea trupei Take That și turneul lor din 2006, aceste zvonuri au devenit realitate la începutul anului 2007 când s-a aflat că cei cinci membri și Louis Walsh s-au înntâlnit în Dublin pentru a discuta și organiza un turneu de revenire. În februarie 2007 au fost anunțate mai multe detalii legate de reuniune.
Pe 8 aprilie 2007, câteva ziare britanice au anunțat că reuniunea a fost anulată din cauza lipsei investițiilor financiare. Aceleași ziare au declarat că nicio casă de discuri sau niciun investitor nu garanta că trupa va avea același succes pe care l-a avut Take That.
Pe 11 octombrie 2007, Louis Walsh a fost intervievat la The Graham Norton Show și, când a fost întrebat despre o reuniune a trupei Boyzone, a răspuns "Așa cred".
Pe 5 noiembrie 2007, Ronan Keating a confirmat că Boyzone se va reuni pentru o apariție specială la concertul anual de caritate, Children In Need, interpretând o suită a hiturilor lor, deși nu a comentat despre posibilitatea unui nou turneu sau a unui album.

### Back Again...No Matter What (2007 - 2009)
Pe 14 noiembrie s-a confirmat că toți cei cinci membri originali ai trupei Boyzone vor începe un turneu în luna mai, care va fi primul lor turneu după șapte ani. Ronan Keating, care a părăsit trupa pentru a începe o carieră solo, se va alătura trupei pentru o serie de concerte.
Pe 16 noiembrie, toți cei cinci membri ai trupei au făcut o apariție la emisiunea Children In Need de pe BBC1, anunțând un turneu irlandez și britanic în iunie 2008. Trupa a vândut 200.000 de bilete pentru turneu în trei ore. Ronan a asigurat fanii Boyzone că vor să își ia "foarte în serios" planurile de reuniune. 
Trupa a înregistrat un nou album ce va fi lansat la sfârșitul anului 2009.
Pe 3 septembrie 2008, videoclipul piesei Love You Anyway a debutat pe canalul digital de muzică The Box. Melodia a fost difuzată primă dată pe 20 august 2008. Pe 6 octombrie 2008, Love You Anyway a intrat în topurile britanice pe locul cinci, devenind al șaptisprezecelea single consecutiv Top 5 pentru Boyzone.

## Moartea lui Stephen Gately
Stephen Gately a decedat pe data de 10 octombrie 2009, la vârsta de 33 de ani, în timp ce se afla în concediu pe insula Majorca.

## Discografie

### Albume
- 1995: Said and Done
- 1996: A Different Beat
- 1998: Where We Belong
- 1999: By Request
- 2008: Back Again...No Matter What

### Single-uri numărul unu în Marea Britanie
- Words (octombrie 1996)
- A Different Beat (decembrie 1996)
- All That I Need (aprilie 1998)
- No Matter What (august 1998)
- When The Going Gets Tough, The Tough Get Going (martie 1999)
- You Needed Me (mai 1999)

1. ↑   https://www.imdb.com/name/nm1477874/awards Lipsește sau este vid: |title= (ajutor)